# Schlüsselstollen
Der Schlüsselstollen ist ein bergbaulicher Stollen zur Entwässerung der Schächte im Mansfelder Kupferbergbaurevier. Er ist mit 32,3 Kilometer Länge einer der längsten seiner Art in Europa.

## Verlauf
Der Stollen beginnt am Helm-Schacht in Eisleben und verläuft dann zuerst nach Norden unter Wimmelburg, Helbra, Klostermansfeld bis nach Großörner, biegt dort nach Osten ab, unterquert Gerbstedt und übergibt sein Wasser bei Friedeburg an der Saale an den Vorfluter, der in das Flüsschen Schlenze mündet.

## Technische Daten
- Maximale Überdeckung: 185 m
- durchschnittliches Gefälle: 0,24 m/km
- größte Abführung: ca. 80–90 m³/min
- heutige Abführung: ca. 20–25 m³/min